# Cilicaeopsis furculata
Cilicaeopsis furculata is een pissebed uit de familie Sphaeromatidae. De wetenschappelijke naam van de soort is voor het eerst geldig gepubliceerd in 1984 door Harrison & Holdich.